# アセリノ・フレイタス
アセリノ・フレイタス（Acelino Freitas、1975年9月21日 - ）は、ブラジルの元プロボクサー。バイーア州出身。元WBAスーパー・WBO世界スーパーフェザー級王者。元WBO世界ライト級王者。世界2階級制覇王者。
母親が赤ん坊時代に付けた「ポポ」が愛称。「ブラジリアン・ボンバー（ブラジルの爆弾）」の異名を持つ。デビュー以来29連続KO勝利という記録を持つ。

## 来歴
1975年にブラジルの貧しい家庭に生まれ、バンタム級・フェザー級世界チャンピオンのエデル・ジョフレに憧れてボクシングを始めた。
1992年、バルセロナオリンピックのボクシング・フライ級代表となるが、2回戦で敗退した。1995年3月、アルゼンチンで開催された第12回パンアメリカン競技大会ではライト級で銀メダルを獲得した。
1995年7月14日にプロデビュー。
1996年8月16日にWBCムンドヒスパノライト級王座を獲得した。
1997年4月22日にIBFラテンアメリカライト級王座を獲得した。
1998年5月29日にブラジルライト級王座を獲得。
1998年10月16日にはNABO北米スーパーフェザー級王座を獲得した。
1999年8月7日、フランスでWBO世界スーパーフェザー級王者アナトリー・アレクサンドルフを1回KOで倒し王座を獲得した。
2002年1月12日、アメリカのラスベガスでWBA世界スーパーフェザー級王者のホエール・カサマヨールと王座統一戦を行い、12回判定で勝利し王座統一に成功。スーパーフェザー級統一王者となったフレイタスはWBAよりスーパー王座に認定された。
WBA・WBO王座を3度防衛した後、階級をライト級に上げて2004年1月3日にアメリカコネチカット州でWBO世界ライト級王座を17度防衛中のアルツール・グレゴリアンと対戦し、4度のダウンを奪い3-0の判定勝ちで王座を奪取した。
2004年8月7日、アメリカコネチカット州でディエゴ・コラレスと初防衛戦で対戦。10回にダウンを喫すると、そのまま試合を放棄し、10回1分24秒TKO負けとなり防衛に失敗、これが初敗戦となった。
2006年4月29日、アメリカコネチカット州でWBO世界ライト級王座決定戦をザヒール・ラヒームと行い、12回判定で破り王座に返り咲いた。
同王座は防衛戦を行うことなく、同年10月4日に現役引退を発表し、王座返上した。
しかし、すぐに引退を撤回し、WBA世界ライト級王者ファン・ディアスとの対戦を発表した。WBOはフレイタスの王座保持を認めるとともに、王座統一戦も許可した。その代わりに2007年2月17日にWBO世界ライト級暫定王座が設けられた。前の試合（ラヒーム戦）から1年ぶりとなる2007年4月28日にアメリカコネチカット州でディアスと対戦したフレイタスは、8回終了時棄権により王座統一に失敗、WBO王座から陥落した。その後、ブラジルのテレビ番組で再び引退を表明した。
2012年6月2日、約5年ぶりの試合で再び現役復帰、ウルグアイでマイケル・オリベイラと対戦し、9回TKO勝利。
2014年、2011年に当選し議員として活動していたが再選に失敗、3度目の現役復帰を決めた。
2015年8月15日、3年2ヵ月ぶりに試合を行いダミアン・ベロンに3回KO勝利した。当初は7月18日にマイケル・オリベイラと再戦が決まっていたがキャンセルとなっていた。
2017年11月11日、2年3ヵ月ぶりに試合を行いガブリエル・マルチネスに8回判定勝利した。
2022年1月30日、約4年ぶりにリングに復帰し、チャンネル登録者数4380万人を誇るブラジル人YouTuberのウィンデルソン・ヌネスと8回戦のエキシビションで対戦し、6回に2度ダウンを奪うが判定なしのルールだったため、8回終了で引き分けとなった。
2022年9月25日、49歳の元総合格闘家ジョセ・ランディ・ジョンズとエキシビションで対戦し、初回KO勝利を収めた。

## 獲得タイトル
- WBCムンドヒスパノライト級王座
- IBFラテンアメリカライト級王座
- ブラジルライト級王座
- NABO北米スーパーフェザー級王座
- WBO世界スーパーフェザー級王座
- WBA世界スーパーフェザー級スーパー王座
- WBO世界ライト級王座